# Qaralı (Sabirabad)
Qaralı è un comune dell'Azerbaigian situato nel distretto di Sabirabad. Conta una popolazione di 658 abitanti.